# Sphenomorphus solomonis
Sphenomorphus solomonis är en ödleart som beskrevs av  George Albert Boulenger 1887. Sphenomorphus solomonis ingår i släktet Sphenomorphus och familjen skinkar.

## Underarter
Arten delas in i följande underarter:
- S. s. solomonis
- S. s. schodei